# Brömserhof (Rüdesheim am Rhein)

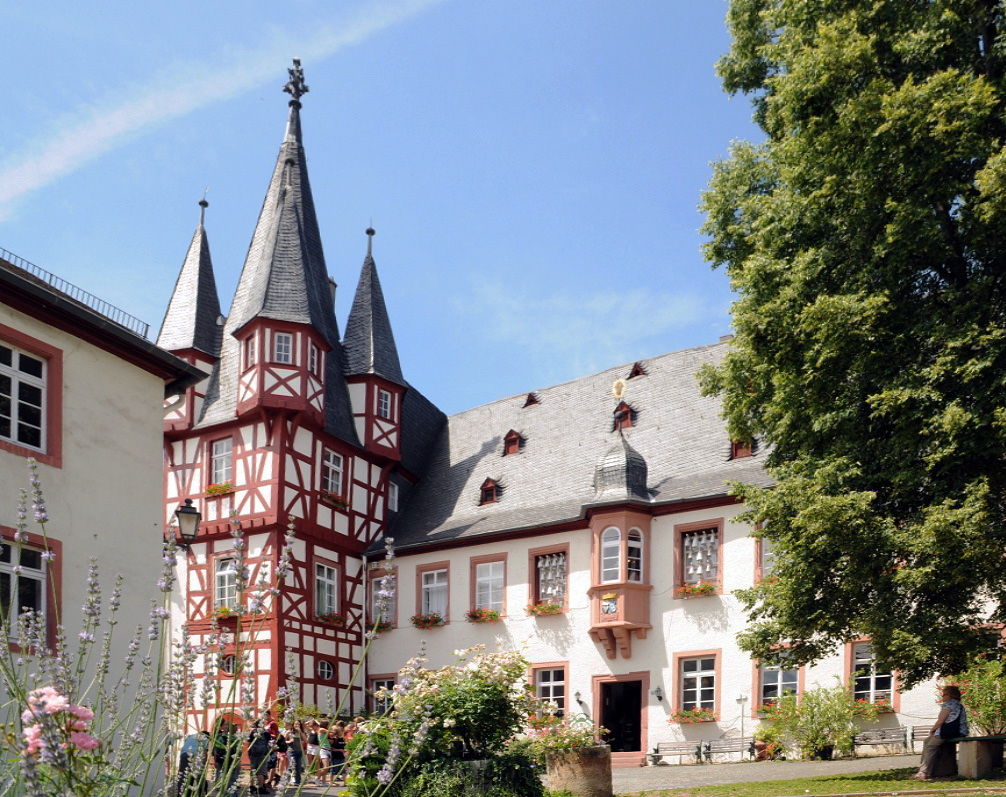
Brömserhof, Ansicht von Südosten

Der Brömserhof ist ein ehemaliger Adelssitz und Gutshof in der Oberstraße in Rüdesheim am Rhein. Die Anlage war Stammsitz der Familie Brömser von Rüdesheim, nach der auch die Brömserburg benannt ist.
Im 16. und 17. Jahrhundert wurde ein spätmittelalterliches Festes Haus von mehreren Familiengenerationen zu einer schlossartigen Anlage im Stil der Renaissance und des Barocks um- und ausgebaut. Nach Aussterben der Familie Brömser von Rüdesheim im Jahr 1668 kam das Anwesen über verschiedene Adelsgeschlechter schließlich an Sophie von Coudenhoven, die es in den 1830er Jahren an Privatleute veräußerte. Zu Beginn der 1850er Jahre teilweise von der Stadt Rüdesheim angekauft, wurde der Brömserhof nachfolgend durch soziale Einrichtungen genutzt. Nach Beschädigungen im Zweiten Weltkrieg, Teilabrissen und langem Leerstand ist dort seit 1975 Siegfrieds Mechanisches Musikkabinett, ein Museum für mechanische Musikinstrumente beheimatet.

## Geschichte
Der heutige Brömserhof ging wohl aus einer villa rustica oder einem Gutshof aus dem 5./6. Jahrhundert hervor. Zu jener Zeit lag das Anwesen noch weit außerhalb der Stadt und gehörte zum Grundbesitz der Niederburg (auch Brömserburg genannt). Der Hof war später Sitz der Brömser, eines Zweigs der zum Ortsadel gehörigen Familie von Rüdesheim, die sich im 13. Jahrhundert in mehrere Linien geteilt hatte. Die Brömser von Rüdesheim ersetzten das alte Gutshaus im Mittelalter durch ein Festes Haus, das den Nordwest-Teil des heutigen Haupthauses ausmacht. Rolf Göttert (siehe Literatur) datiert diesen Teil aufgrund architektonischer Ähnlichkeiten seines Kellers mit dem der Brömserburg auf die Zeit um 1310. Beim Neubau der Rüdesheimer Stadtmauer in der Zeit um 1500 wurde der Brömserhof in deren Verlauf mit einbezogen und somit zu einer Eckbastion der Stadtbefestigung. Die dafür nötige Wehrhaftigkeit erklärt auch die Dicke einiger im Haupthaus erhaltener, heute innenliegender Mauern.

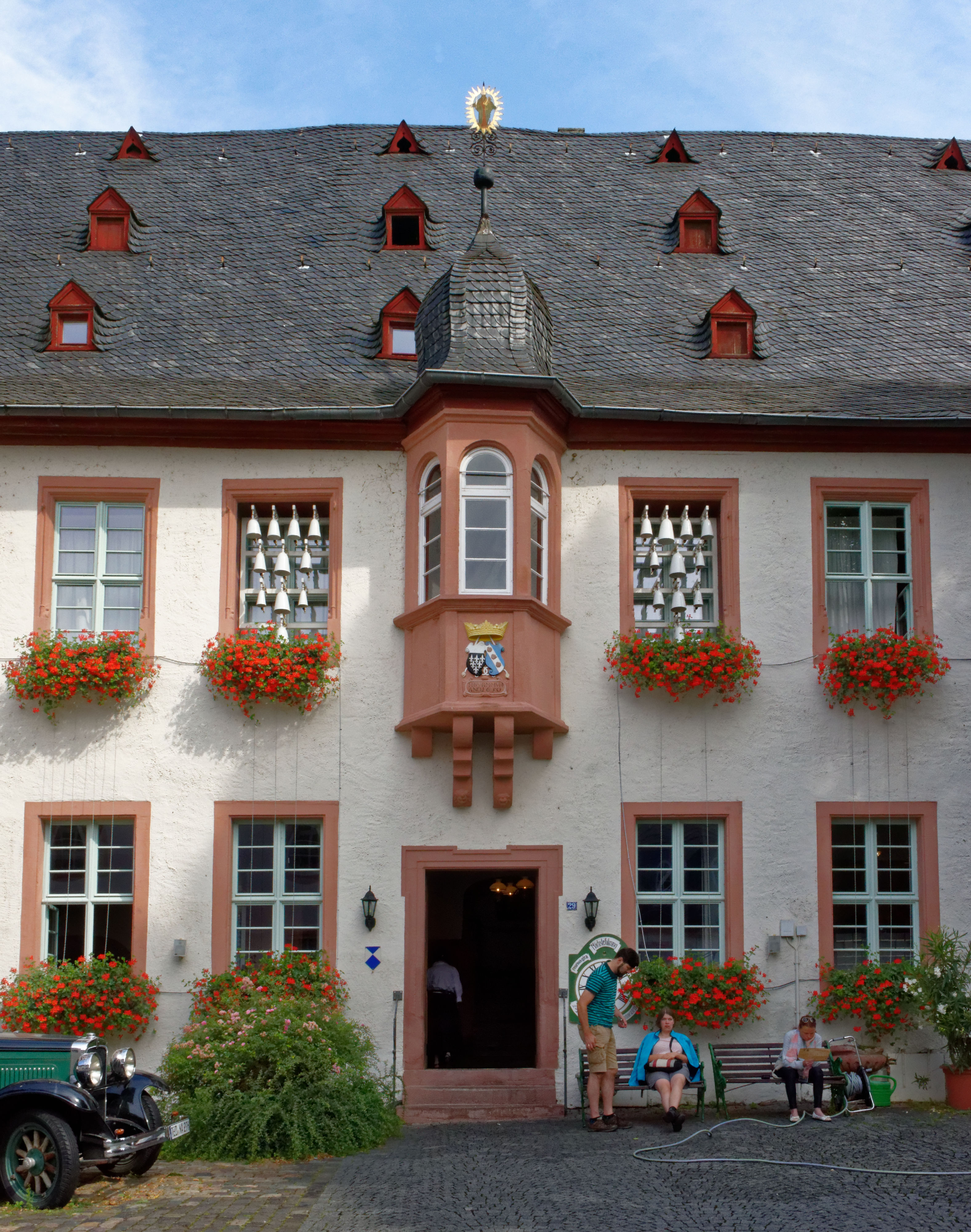
Eingang mit Erker erbaut von Heinrich Brömser

Heinrich (I.) Brömser (ca. 1490–1543) und seine Frau Apollonia von Ingelheim erweiterten das bestehende Haus samt Treppenturm nach Osten um einen Anbau mit kleinem Innenhof. In diesem Neubau befanden sich fortan die Küchenräume. Ihr ältester Sohn Heinrich (II.) Brömser (1535–1564) erbte das Anwesen 1543 und musste feststellen, dass es stark heruntergekommen war. Gemeinsam mit seiner Frau Walpurga (auch Walburga und Walpurgis geschrieben) von Greiffenclau zu Vollrads ließ er den Brömserhof – vielleicht unter Einbeziehung älterer Bausubstanz – im Stil der Nachgotik erneuern und weiter umgestalten. So ließen sie im Geschmack der damaligen Spätrenaissance zwei Räume im Obergeschoss mit Wand- und Deckenmalereien verzieren, für die der Brömserhof heute weit über den Rheingau hinaus bekannt ist. Die finanziellen Mittel dazu stammten wahrscheinlich aus dem reichen Erbe Walpurga von Greiffenclaus, deren Vater 1558 verstorben war. An den Umbauarbeiten waren allein rund 20 Steinmetze beteiligt, was durch die verschiedenen Steinmetzzeichen an Treppenstufen, Tür- und Fensterrahmen sowie Gewölberippen belegt ist. Der Enkel des Paars, Johann Reichard, war kurmainzischer Rat und Vizedom im Rheingau. Er heiratete 1588 Margarethe von Kronberg, die aus einem außerordentlich reichen Hause stammte und eine große Mitgift in die Ehe brachte. Dadurch war es dem Paar möglich, 1609 anstelle eines früheren Wirtschaftsgebäudes an der Ostseite des Hofs das große sogenannte Mang’sche Haus zu errichten, das seinen Namen von einer späteren Eigentümerfamilie erhielt. 1610 folgte der Bau eines heute nicht mehr erhaltenen Ziehbrunnens im Binnenhof. Johann Reichards und Margarethes Sohn Heinrich (III.) und seine Frau Maria Magdalena von Heddesdorf beendeten Umbau und Erweiterung des Brömserhofs, indem sie den südlichen Teil des Haupthauses veränderten und ihn über dem Eingang mit einem Erker ausstatteten. Ihr Allianzwappen und die Jahreszahl 1650 am Erker künden von ihnen als Bauherren. Außerdem ließen sie einen Treppenturm als Verbindung vom Haupthaus zum Mang’schen Haus errichten und die an der Straße gelegenen Wirtschaftsgebäude an der Südseite des Binnenhofs erneuern. Zum Abschluss erhielt das Anwesen ein bossiertes Tor über dessen Torbogen die Jahreszahl 1652 von seiner Errichtungsjahr kündete. Damit war der Wandel des Brömserhofs von einem mittelalterlichen Gutshof zu einem repräsentativen Adelssitz im Stil der Renaissance und des Barocks vollendet.
Heinrich III. Brömser war vergönnt, was sich bereits sein Urgroßvater Heinrich II. gewünscht hatte: Für seine Verdienste bei den Friedensverhandlungen zur Beendigung des Dreißigjährigen Krieges wurde er 1646 in den Freiherrenstand erhoben. Als er am 25. November 1668 kinderlos starb, wurde das reiche Erbe unter seinen drei Schwestern aufgeteilt. Der Brömserhof fiel dabei an Anna Sidonie, die mit Hermann von Kronberg verheiratet war. Über deren Tochter Maria Margarethe gelangte der Besitz an den Enkelsohn Adolf Johann Karl von Bettendorf. Als die von Bettendorf ausstarben, ging das Erbe 1770 an die Familien von Ehrthal und von Frankenstein. 1805 starb das letzte männliche Mitglied der Familie von Ehrtal, und sein Anteil am Brömserhof kam an Gräfin Sophie von Coudenhoven, geb. von Hatzfeld. Sie erwarb auch den Frankensteiner Teil der Anlage und nutzte das Anwesen als Wohnsitz. Zu jener Zeit gehörten zwei wertvolle Möbelstücke zur Einrichtung des Hauses: zum einen ein großes Himmelbett, das mit Schnitzereien reich verziert war und alttestamentliche Abbildungen besaß, zum anderen ein schwerer, gotischer Holztisch aus dem Jahr 1549, der Bildnisse der Kronenberg-Familie zeigte. 1831/34 verkaufte Sophie von Coudenhoven den Brömserhof an mehrere Rüdesheimer Privatleute. Das kostbare Mobiliar des Brömserhofs kam in das Schloss Johannisberg, das im Besitz der mit den Brömsern verwandten Familie Metternich war.
Im Jahr 1851/53 erwarb die Stadt Rüdesheim das Haupthaus sowie den daran anschließenden Südflügel der Anlage und nutzte diese für verschiedene soziale Einrichtungen. Dazu zählten unter anderem ein Armen- und Invalidenhaus, eine Obdachlosenunterkunft, ein Kindergarten und eine Schule. Um den westlichen Teil des Hofs, der sich in städtischem Besitz befand, von dem der anderen Eigentümer im Ostteil abzugrenzen, wurde eine Mauer quer durch den Binnenhof gezogen, der diesen in zwei Teile zerschnitt. Im ersten Viertel des 20. Jahrhunderts war diese Trennmauer noch vorhanden. In den Räumen mit den wertvollen Wand- und Gewölbemalereien wurden im 19. Jahrhundert unbekannte Wasserleichen vorübergehend aufbewahrt. Zu diesem Zweck wurden Decke und Wände mit einer grauen Leimfarbe übermalt. Als 1898 der damalige Rüdesheimer Bürgermeister Alberti anordnete, den grauen Anstrich zu erneuern, führte dies zur Wiederentdeckung der renaissancezeitlichen Malereien. Der Frankfurter Maler Gustav Ballin wurde mit ihrer Freilegung und Restaurierung beauftragt. Später nutzte der Rheingauer Kunstverein die Räume einige Jahre lang als Heimatmuseum. Durch Bombentreffer wurde der Brömserhof am 25. November 1944 schwer beschädigt. Ein Teil des Ostflügels seines Haupthauses und der daran anschließende Treppenturm wurden zerstört. Wegen einer Straßenverbreiterung erfolgte im Jahr 1963 der Abriss des zum Anwesen gehörigen Küferhauses. Im Zuge dieser Arbeiten wurden unnötigerweise aber auch das bossierte Südtor und der Ziehbrunnen niedergelegt. Schon in den 1950er Jahren bauten die damaligen Eigentümer des Mang’schen Hauses das Gebäude zu einem Gastronomiebetrieb um und veränderten den Bau dabei sehr stark. Das Haupthaus des Brömserhofs stand lange leer und war ungenutzt, ehe Siegfried Wendel das Gebäude 1975 pachtete, um dort mit seinem Museum für mechanische Musikinstrumente einzuziehen. 1998 erwarb der Pächter das Haupthaus von der Stadt Rüdesheim.

## Beschreibung

Erdgeschossgrundriss des Haupthauses Anfang des 20. Jahrhunderts

Der Brömserhof ist eine mehrteilige Anlage, deren Bauten sich um einen Hof gruppieren. Sie entstanden durch Veränderung und allmählichen Ausbau eines mittelalterlichen Festen Hauses.

### Architektur

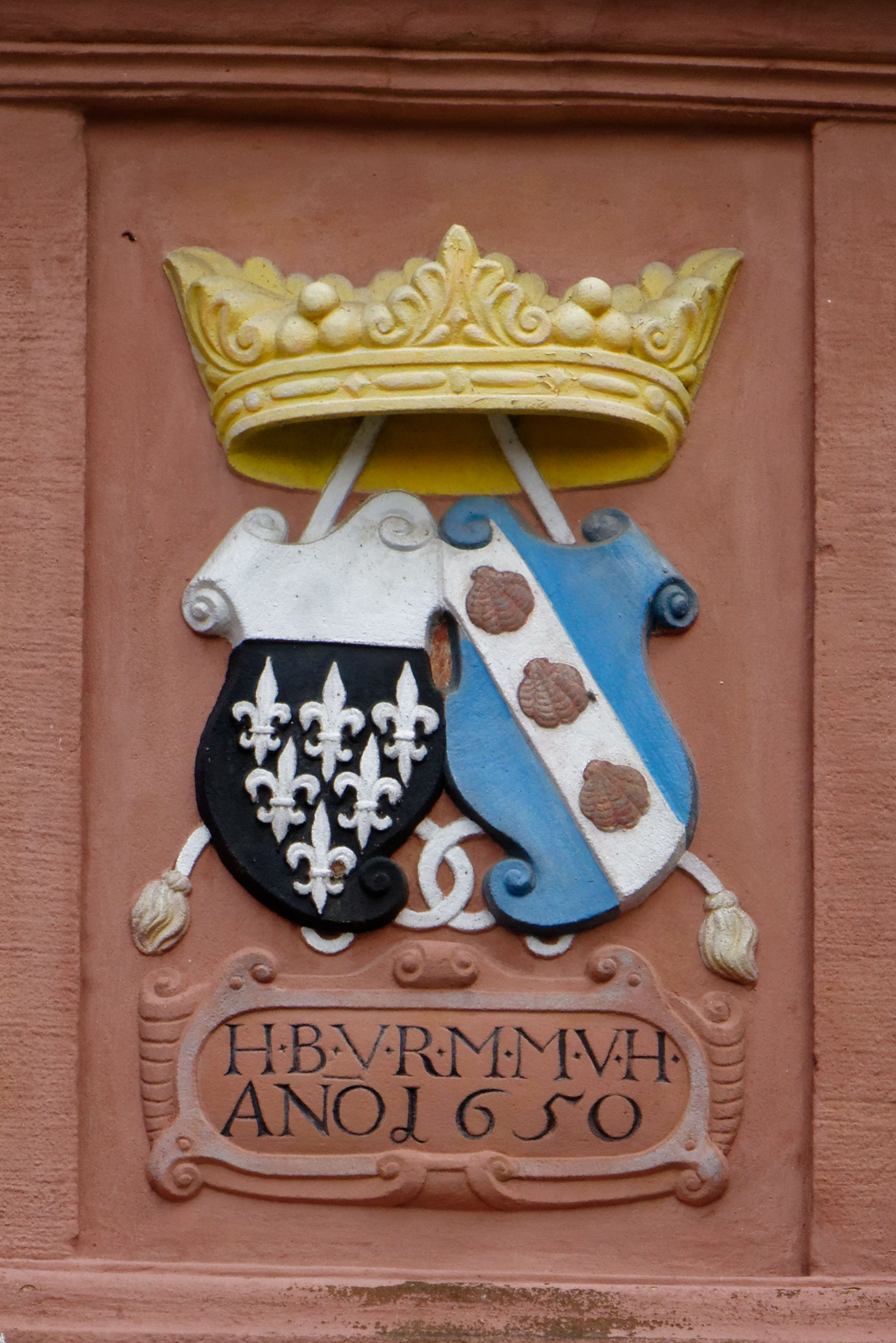
Allianzwappen von 1650 über dem Eingang; Wappen des Mannes sind links, das der Frau rechts

Das Haupthaus steht an der Nordseite der Anlage direkt am Fuße der bekannten Weinlage Hinterhaus. Es besteht aus zwei etwa gleich großen, an der Traufseite parallel aneinanderstehenden Massivbauten mit jeweils eigenem steilen Satteldach und Schildgiebel an der westlichen Stirnseite. Die zum Hof gerichtete Südfassade des südlichen dieser beiden Bauten ist durch Fenster in neun Achsen gegliedert, wobei sich in der mittleren Achse der Haupteingang befindet. Über diesem befindet sich ein kleiner, von einer Glockenhaube bedeckter Erker, dessen Konsolsteine die Form von Köpfen haben. Er zeigt das Allianzwappen und die Initialen seiner Erbauer sowie die Jahreszahl 1650. Die Inschrift lautet: "H(einrich) B(römser) V(on) R(üdesheim) M(aria) M(agdalena) V(on) H(eddesheim) ANO1650". Im Inneren dieses unterkellerten Südteils befanden sich im Erdgeschoss früher Schulräume, während im Obergeschoss elegante Empfangsräume lagen. Im Nordbau des Haupthauses liegen zwei Räume, die kunsthistorisch besonders wertvolle Wand- und Gewölbemalereien besitzen. Der östlichen von ihnen ist der sogenannte Ahnensaal. Der 7 × 5,50 Meter große Raum besitzt ein Sterngewölbe mit doppelt gekehlten Rippen, in dessen 14 Gewölbekappen die Darstellungen von 32 Wappen zu finden sind. Bei diesen handelt es sich um eine Art Ahnenprobe, denn sie zeigen allesamt Wappen brömserisch-greifenclau’scher Vorfahren. Für die Beleuchtung sorgt ein dreiteiliges Fenster in der Nordwand, das gotischen Motiven folgt. Wandschränke in der Ost- und Westwand fügen sich nahtlos in die Wanddekoration ein. Westlich liegt neben dem Ahnensaal die sogenannte Kapelle mit einem Fußbodenbelag aus gebrannten Tonfliesen. Der 9 × 3,60 Meter große Raum besitzt ein rippenloses Kreuzgewölbe mit zwei Jochen und ist ebenfalls mit Wand- und Deckenmalereien ausgestattet. Da jedoch verbürgt ist, dass dort in den 1820er Jahren ein Ehebett stand, handelt es sich wohl eher um das einstige herrschaftliche Schlafzimmer als um eine Hauskapelle. Ein weiteres Indiz dafür ist die Tatsache, dass von diesem Raum aus ein kleiner Abort erreichbar ist. Es ist allerdings belegt, dass noch 1820 ein eigener Hausgeistlicher im Brömserhof tätig war. Neben der Kapelle liegt im Westen ein langgestreckter Raum mit tonnengewölbter Decke, von dem bisher angenommen wurde, es sei die Sakristei gewesen. An der Südseite des Ahnensaals befindet sich ein heute vollständig in Gebäudeinneren liegender Treppenturm mit einer steinernen Wendeltreppe. Im unteren Bereich wird er heute von einer modernen Treppe durchschnitten. Sein achteckiger Aufsatz zeigt an der Nordseite schartenförmig Öffnungen, die große Ähnlichkeit mit Schießscharten haben, die an der nördlichen Außenmauer des Haupthauses zu finden sind.
An der Südwestecke des Haupthauses steht ein repräsentativer viereckiger Fachwerkturm mit drei Geschossen. Sein hohes Zeltdach ist von vier Scharwachttürmchen mit spitzen, sechseckigen Helmen flankiert. Dendrochronologische Untersuchungen seiner Holzbalken im Dachgeschoss zeigten, dass die dafür verwendeten Bäume 1416/1417 gefällt wurden. Damit wäre der Turm der bisher älteste bekannte Fachwerkbau im Rheingau. Allerdings ist nicht auszuschließen, dass die Hölzer beim Bau des Turms zweitverwendet wurden. Die westliche Außenseite besteht indes nicht aus Fachwerk, sondern aus Bruchsteinmauerwerk, was zeigt, dass dieser Turm einst direkt an die Stadtmauer angelehnt war. Welche Funktion der Bau früher einmal gehabt hat, ist bis heute nicht sicher belegt. Wegen seiner vergleichsweise leichten Fachwerkskonstruktion ist seine Nutzung als reiner Wehr- oder Wachturm eher unwahrscheinlich. In Frage kommt eine Nutzung als Wehrspeicher, der im 18. Jahrhundert zu Wohnzwecken umgestaltet wurde. Davon zeugt eine barocke Stuckdecke in einem der Obergeschosse. Die Scharwachttürmchen sind aber ein Indiz dafür, dass der Turm von jeher auch zur Repräsentation diente.

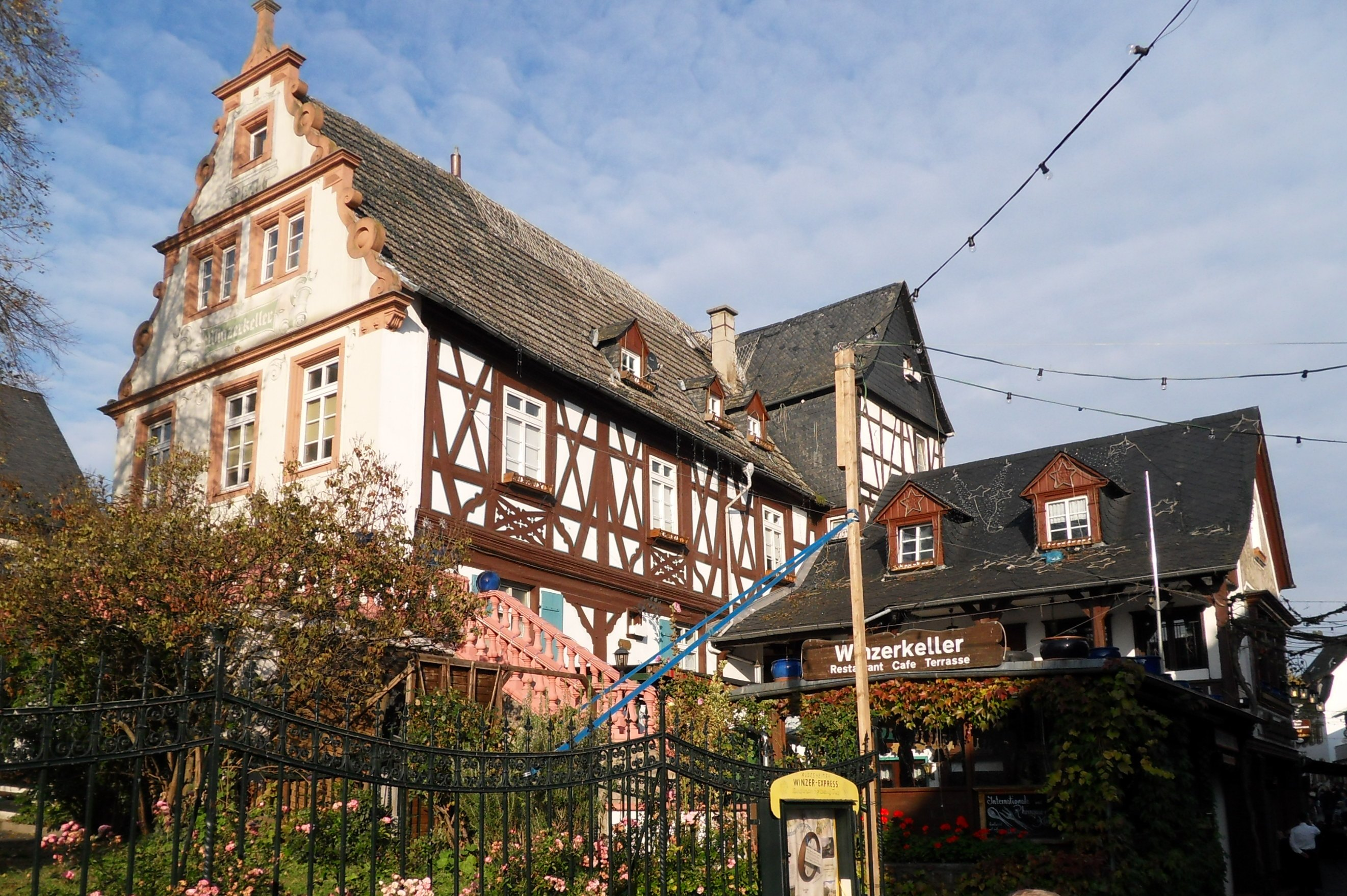
Mang’sches Haus

Den östlichen Teil des Brömserhofs bildet das sogenannte Mang’sche Haus vom Beginn des 17. Jahrhunderts. Über dem Erdgeschoss aus Stein setzt ein Stockwerk auf, dessen Südmauer aus Fachwerk besteht und das von einem pfannengedeckten Satteldach abgeschlossen wird. Dessen westlicher Volutengiebel ist mit Sandsteindekor verziert und besitzt Gurtgesimse. Eine kleine, heute etwas versteckt liegende Freitreppe führt zum segmentbogigen Haupteingang, über dem das Errichtungsjahr des Hauses 1609 eingemeißelt ist. Als besondere Dekoration besitzt die südliche Fachwerkseite unter den Fenstern besonders aufwändig gestaltete Gefache.
Dem repräsentativen Fachwerkturm schließt sich an dessen Westseite ein dreiflügeliger Gebäudekomplex in annähernder Hufeisenform an, der etwa aus der Mitte des 17. Jahrhunderts stammt und ehemals zu Wirtschaftszwecken diente. Sein Kellergeschoss mit Gewölbedecken stammt noch von einem Vorgängerbau. Früher gehörten noch weitere Wirtschaftsgebäude zur Anlage, darunter ein Küferhaus, eine Kelterhalle, ein Schafstall und ein großes Brauhaus jenseits der Straße, doch diese Bauten sind allesamt verschwunden. Gleiches gilt für einen Ziehbrunnen im Binnenhof, der dort 1610 installiert wurde. Er war von zwei Pilastern flankiert, die einen Architrav und einen Giebelaufsatz trugen. Darin waren die Wappen Johann Reichard Brömsers und seiner Frau Margarethe von Kronberg abgebildet.

### Wand- und Gewölbemalereien
Die Wand- und Gewölbemalereien in der Kapelle und dem Ahnensaal gelten in Fachkreisen sowohl was Darstellung und Umfang als auch Geschlossenheit und künstlerische sowie handwerkliche Qualität angeht als eine der bedeutendsten profanen Ausschmückungen der Renaissancezeit in Deutschland. Die in Secco-Technik aufgebrachten Malereien stellen Weltliches und Religiöses ungezwungen nebeneinander dar und sind mit „JRVWM 1559“ gezeichnet. Lange galt der Künstler als unbekannt, ehe der Schriftzug 1980 als „Johannes Ritter von Wetzlar, Maler 1559“ gedeutet wurde. Der Künstler ist heute als Hans Ritter genannt Döring bekannt. Der damalige Eigentümer des Anwesens, Heinrich (II.) Brömser, könnte ihn, einen Schüler und Mitarbeiter Lucas Cranachs des Älteren, auf der Baustelle des Dillenburger Schlosses kennengelernt haben. Döring stand zu jener Zeit in Diensten der Grafen von Nassau-Dillenburg, und Heinrich (II.) könnte in seiner Eigenschaft als Oberamtmann der Grafschaft Hanau-Münzenberg auf einer seiner Dienstreisen in Dillenburg Station gemacht haben. Da Döring jedoch bereits 1558 starb, wäre es möglich, dass er nur noch die Vorarbeiten für die Arbeiten getätigt hat, während sein Sohn Jörg, der in Mainz als Grafiker tätig war, die Wand- und Deckenmalereien vollendete und das Monogramm entsprechend nicht dem Vater, sondern dem Sohn zuzuordnen ist.
Die Malereien in den beiden Räumen zeigen neben religiösen Themen stilisierte naturalistische Pflanzen- und Tierdarstellungen, aber auch Phantasie- und Mythengestalten wie zum Beispiel Faune und Grotesken. Im Ahnensaal zieren 32 Wappen das Deckengewölbe. Sie zeigen die Wappen aus fünf Vorfahren-Generationen des Heinrich (II.) Brömser und seiner Frau. Vier Bänder mit Inschriften erklären die Darstellungen. An den Wänden des Raums finden sich zwei großformatige Bilder aus der Jona-Legende, jedoch wurde das Geschehen in diesem Fall an den Rhein verlegt, denn der Hintergrund der Malereien zeigt die Stadtsilhouetten von Rüdesheim und Mainz. Die Wandflächen unter den Malereien waren früher mit Lambris verkleidet. Im ersten Joch der Kapelle finden sich die Wappen Heinrich (II.) Brömsers und seiner Frau Walpurga von Greiffenclau zu Vollrads. Im zweiten Joch findet sich hingegen eine Darstellung von Kreuzigung und Auferstehung Christi, dazu Karyatiden und Satyrn sowie ornamentale Verzierungen wie Blattwerk und Blütenranken. Die flachen Gewölbegrate sind durch gemalte Festons hervorgehoben.
Nachdem die Malereien am Ende des 19. Jahrhunderts durch Zufall wiederentdeckt worden waren, wurden sie freigelegt und von 1898 bis 1900 durch Gustav Ballin restauriert. Weitere Restaurierungen folgten 1934 und in den 1950er sowie 1960er Jahren, jedoch hatten diese keine dauerhafte Erhaltung der Malereien zur Folge, sodass zu Beginn des 21. Jahrhunderts der Verlust dieser Werke drohte. Umfangreichen Voruntersuchungen in der Zeit von 2005 bis 2007 folgte ab 2008 eine mehrjährige Restaurierung. Die Arbeiten wurden aus Mitteln des Bundes sowie des Landes Hessen finanziert und von Fachkräften der HAWK Hochschule Hildesheim/Holzminden/Göttingen unter Leitung von Nicole Riedl ausgeführt. Stellen, deren Bemalung bereits verloren gegangen war, wurden nicht wieder ergänzt. Anstatt dessen wird heute mit einem speziellen Gerät eine Projektion der ursprünglichen Malereien an die entsprechenden Wand- und Deckenpartien geworfen.

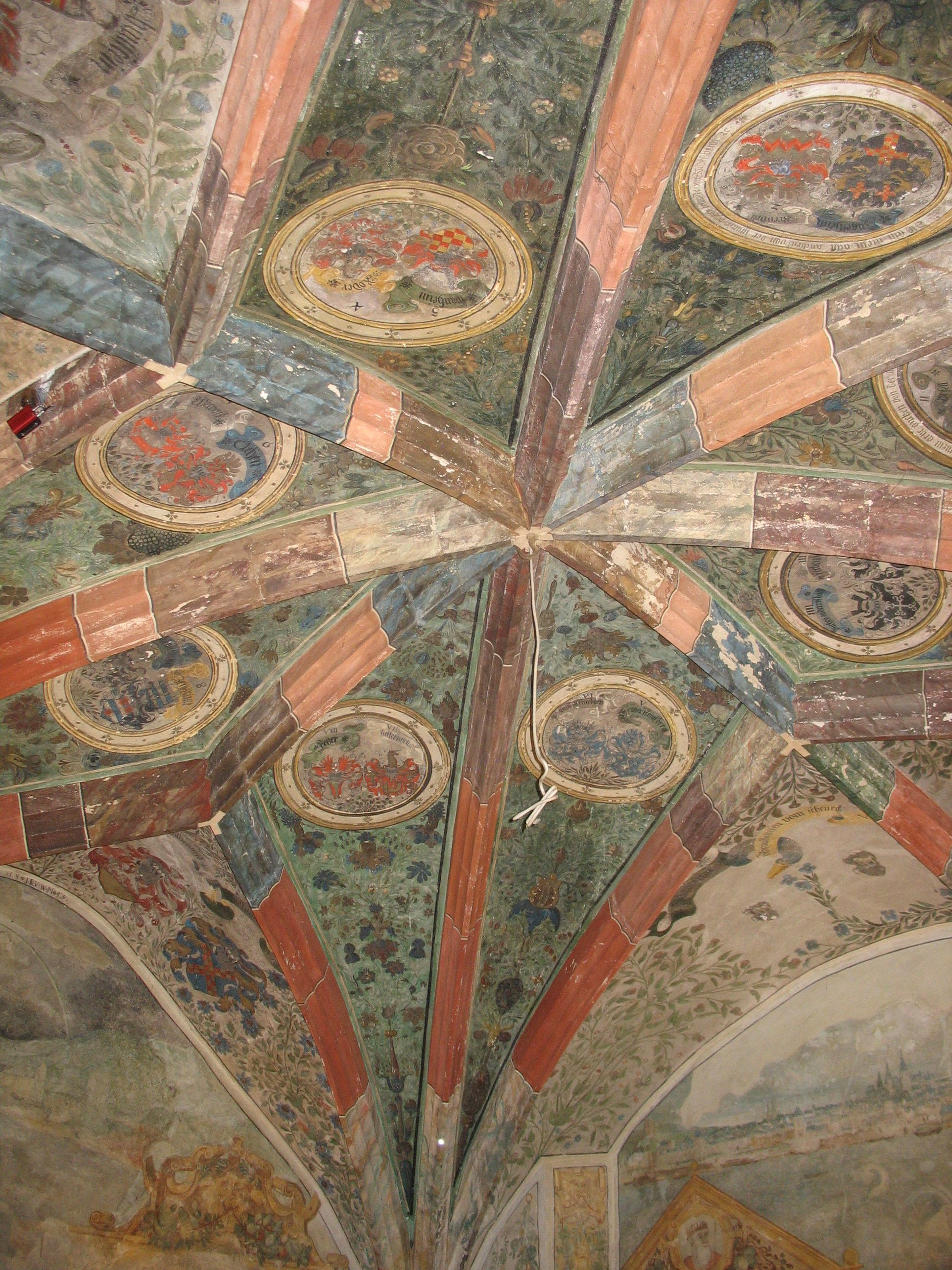
Gewölbe im Ahnensaal
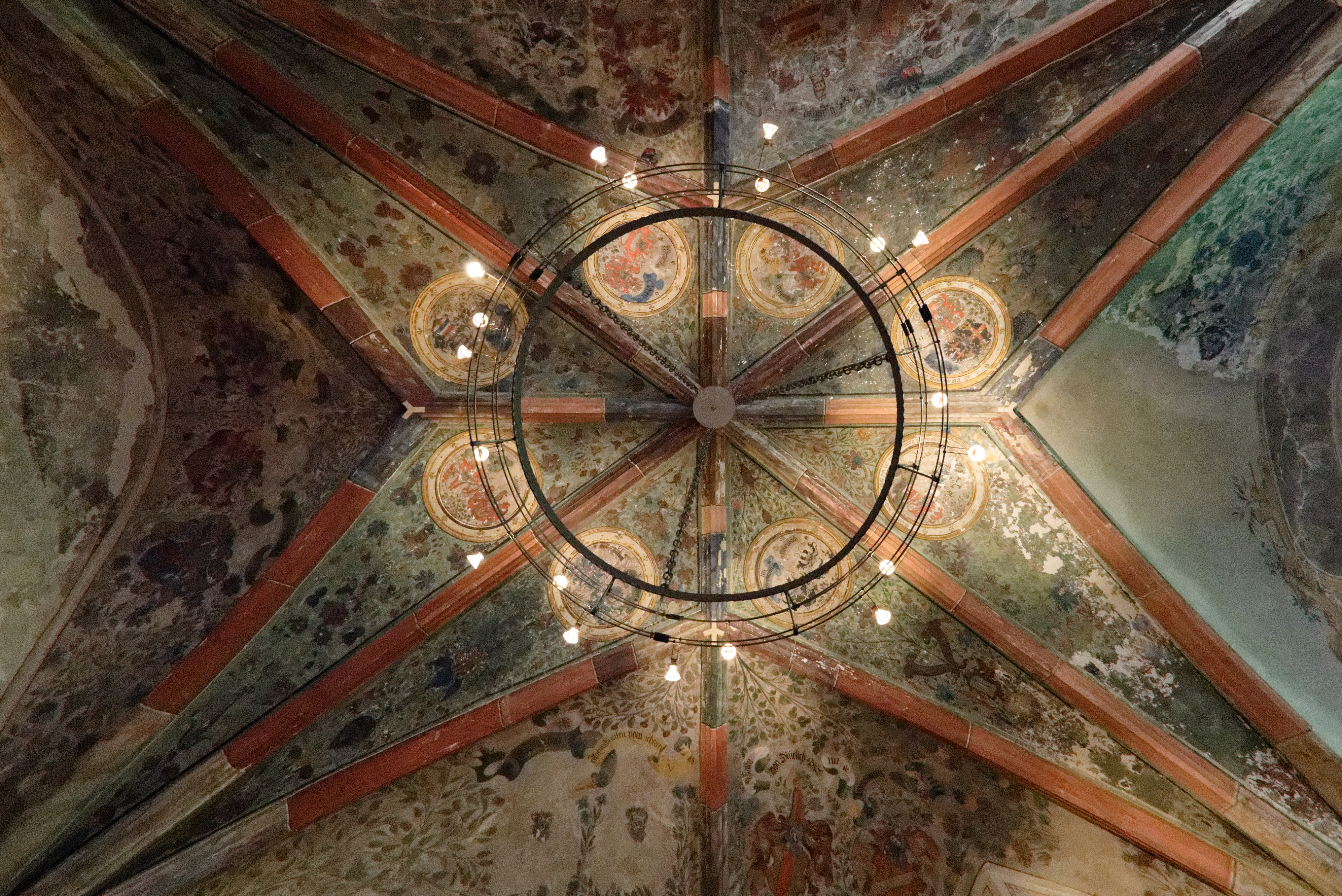
Gewölbedecke im Ahnensaal
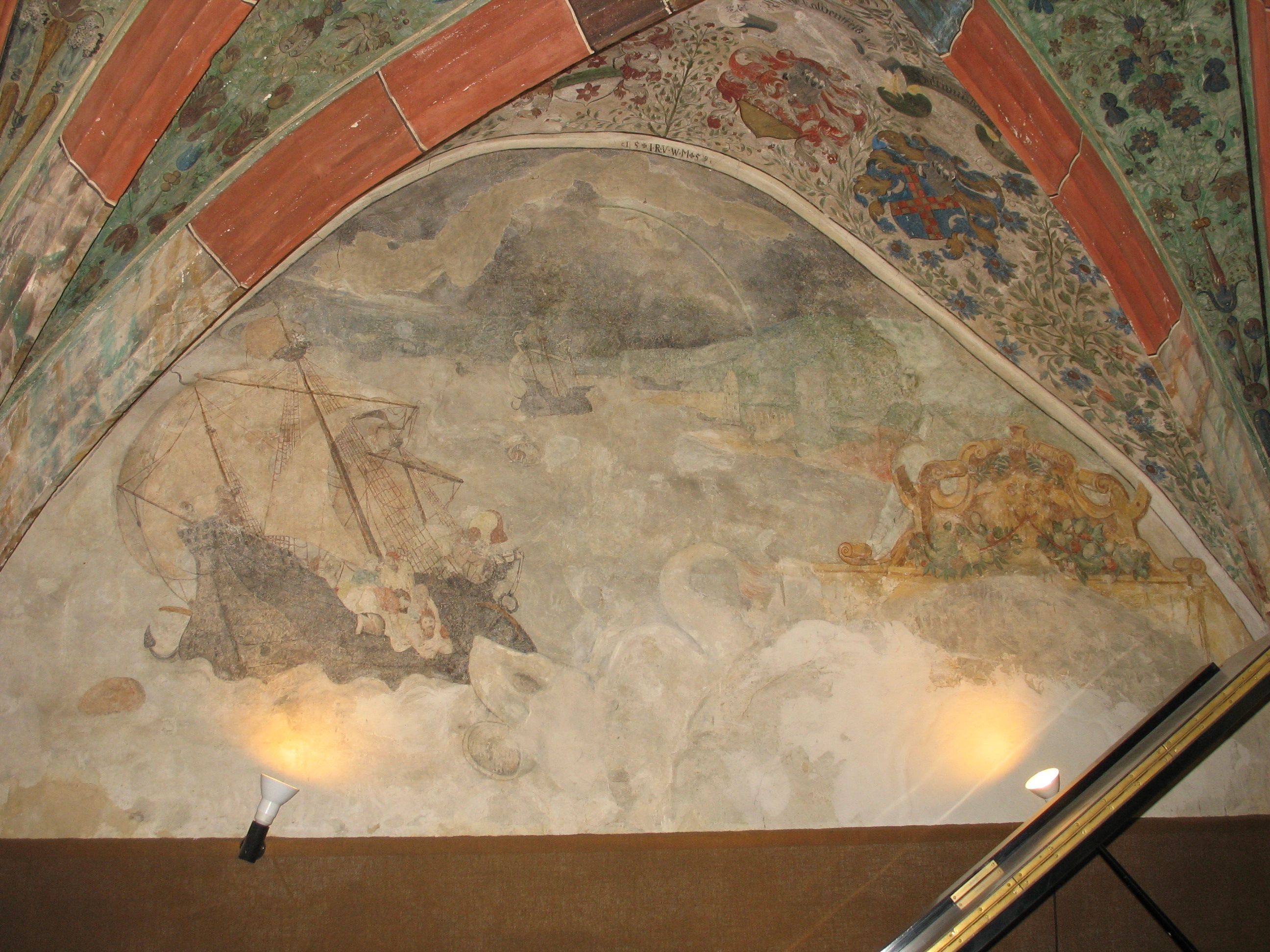
Wandmalerei mit der Jonas-Legende
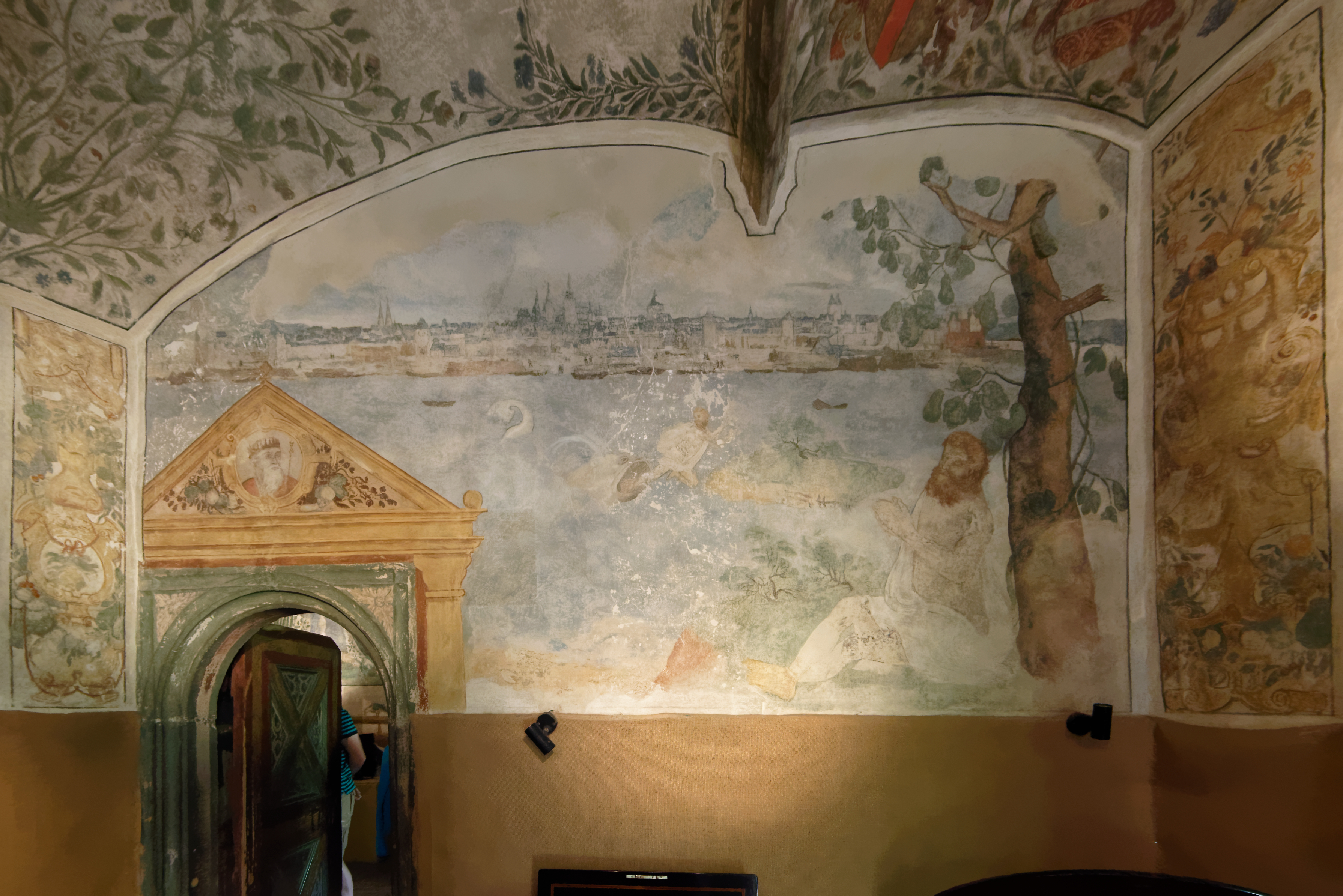
Wandmalerei mit der Jonas-Legende

Einige Wappen im Ahnensaal
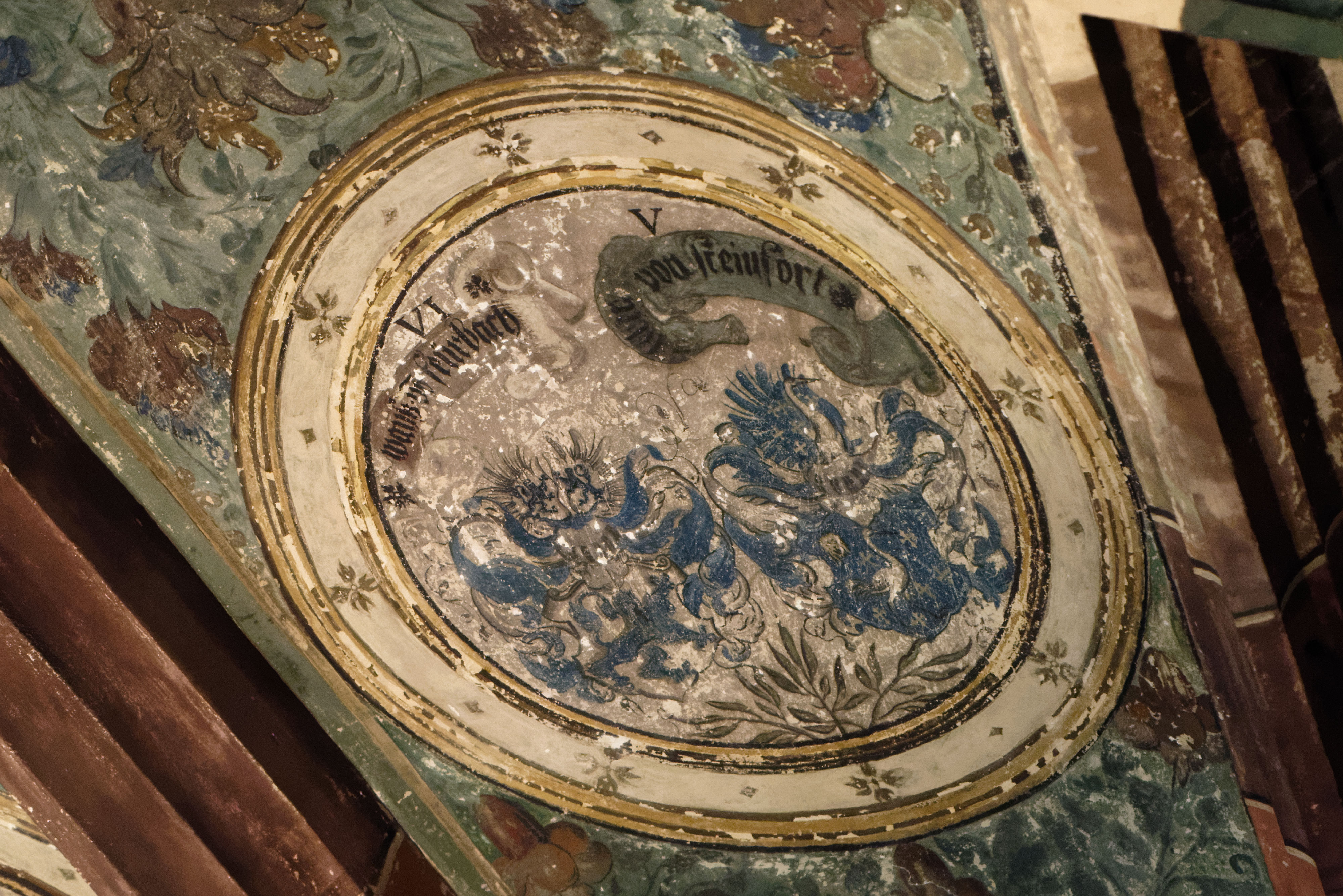
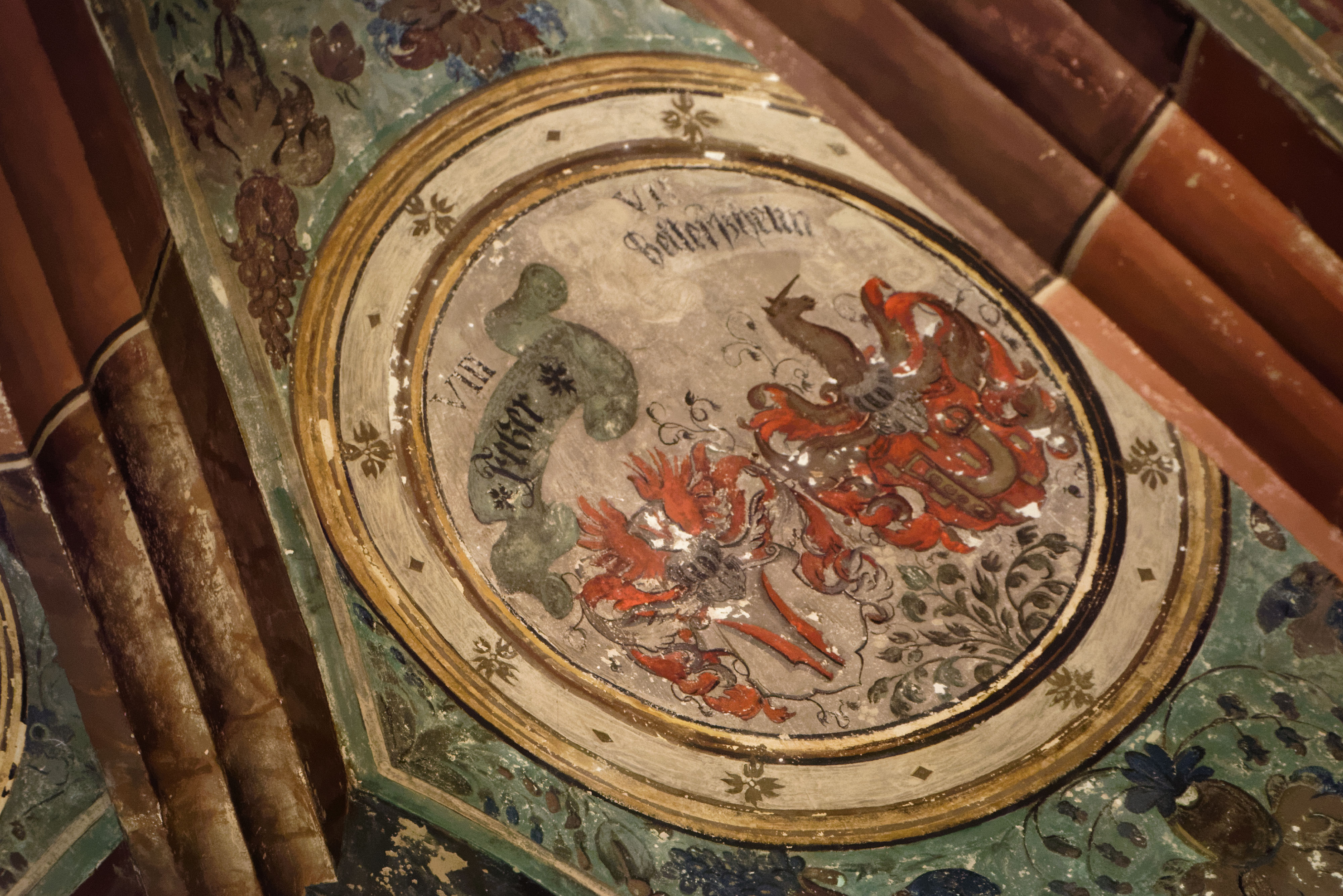
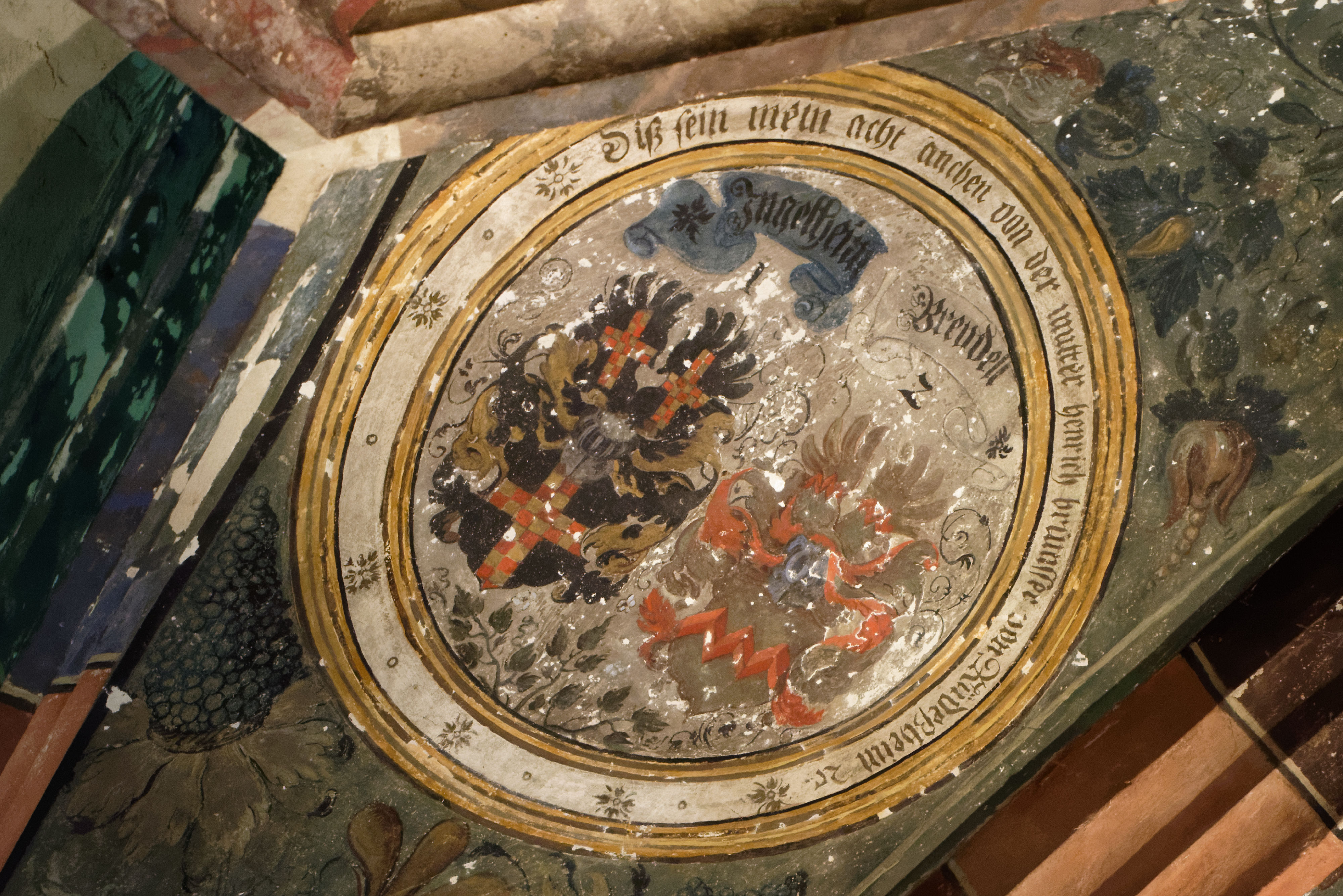
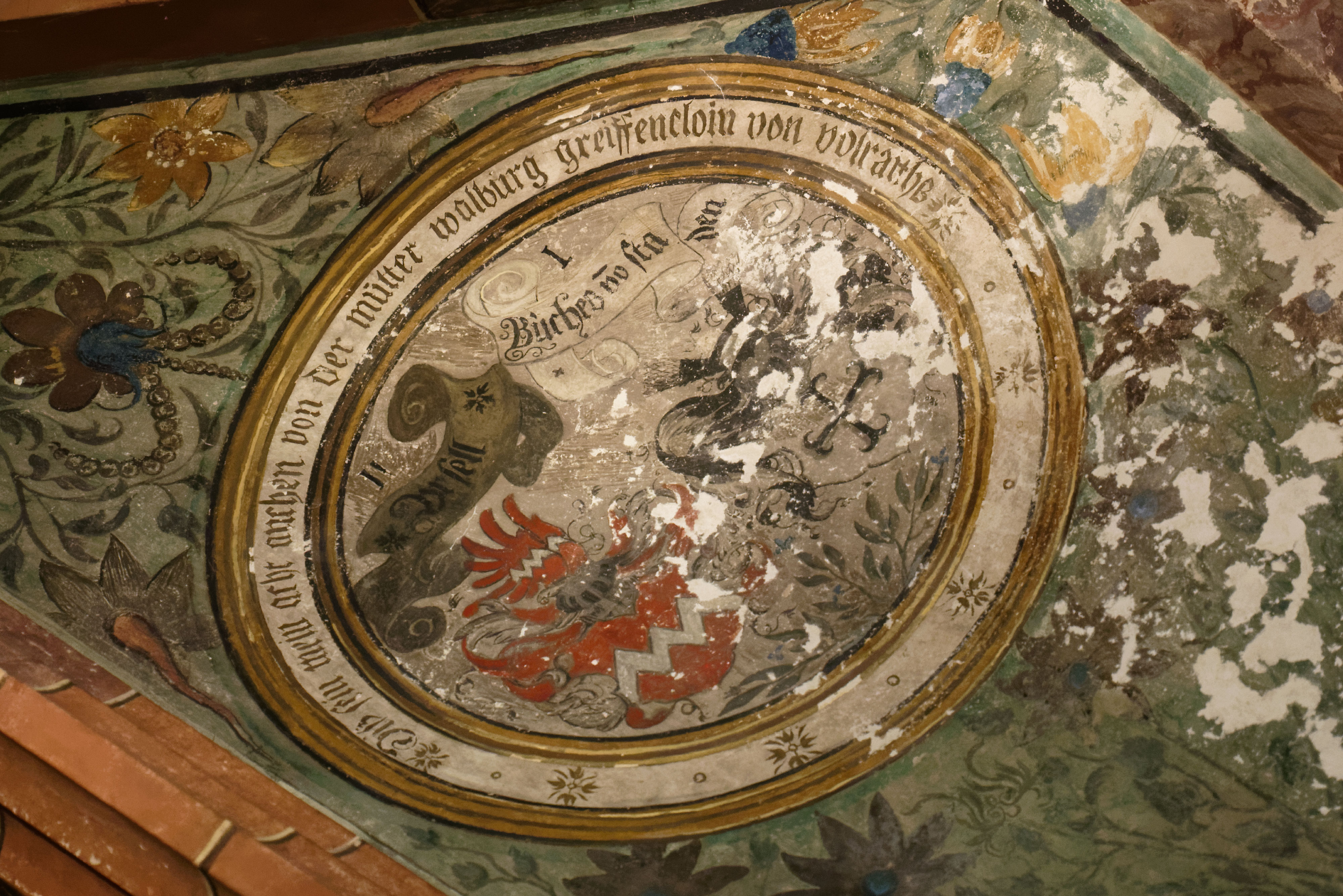
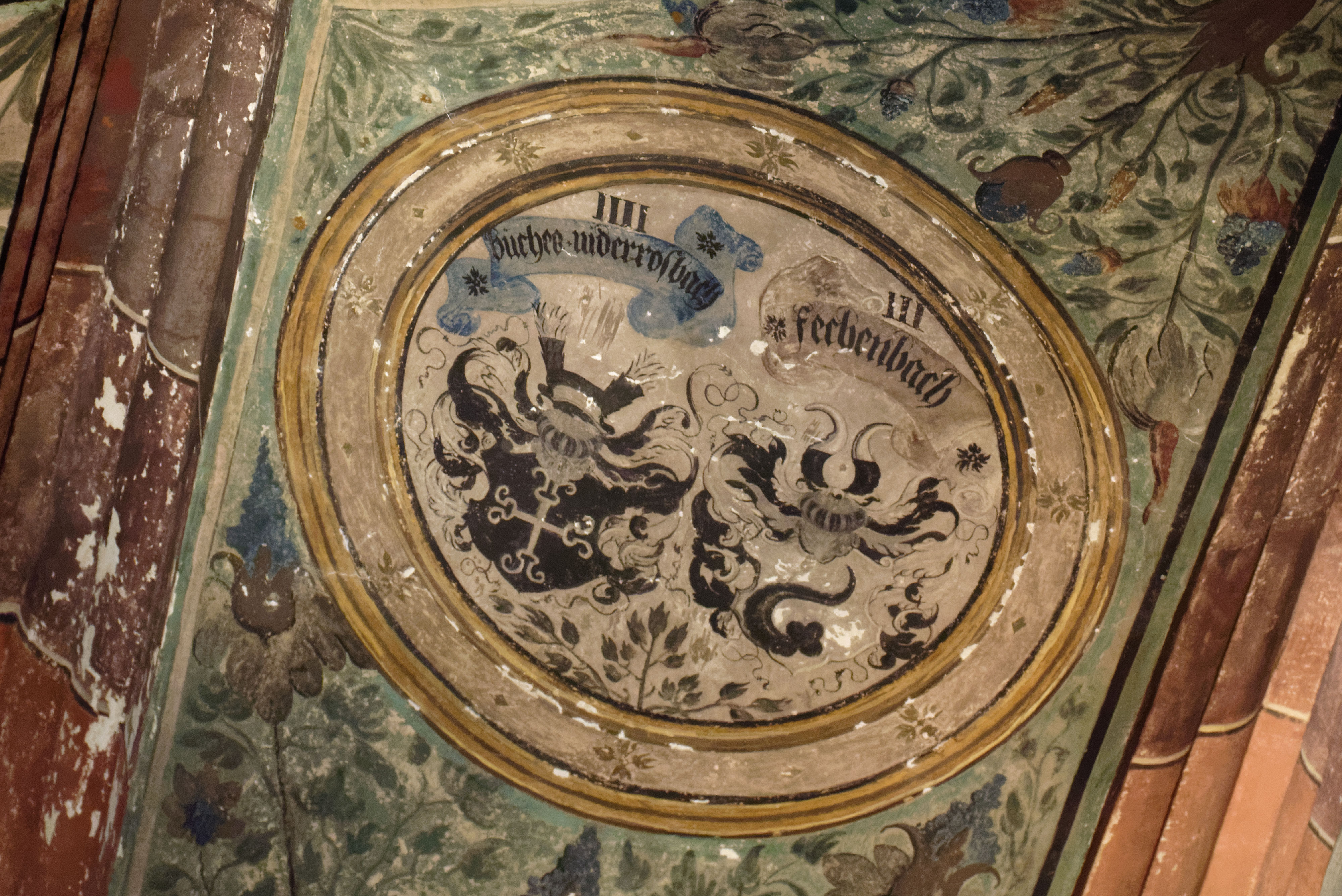

## Siegfrieds Mechanisches Musikkabinett
Seit 1975 ist im Brömserhof Siegfrieds Mechanisches Musikkabinett, ein Museum für mechanische Musikinstrumente, beheimatet. Museumsbetreiber Siegfried Wendel eröffnete es im Oktober 1969 in Hochheim am Main. 1973 erfolgte der Umzug nach Rüdesheim in das Gebäude der ehemaligen Winzergenossenschaft. Steigende Besucherzahlen und das allmähliche Wachsen der Sammlung zogen den Bedarf an größeren Räumlichkeiten nach sich, sodass das Museum nach nur zwei Jahren erneut umziehen musste. Diesmal fand es im Brömserhof eine dauerhafte Bleibe. Die Ausstellung befasst sich mit der Geschichte der selbstspielenden Musikinstrumente und zeigt heute rund 350 Exponate aus drei Jahrhunderten, von der Spieluhr über die Jahrmarktsorgel und ein Porzellanglockenspiel aus Meißen bis zum Orchestrion. Die Besichtigung ist von März bis Oktober täglich im Rahmen einer 45-minütigen Führung möglich. Davon machen derzeit rund 120.000 Besucher pro Jahr Gebrauch.

Exponate in der Ausstellung
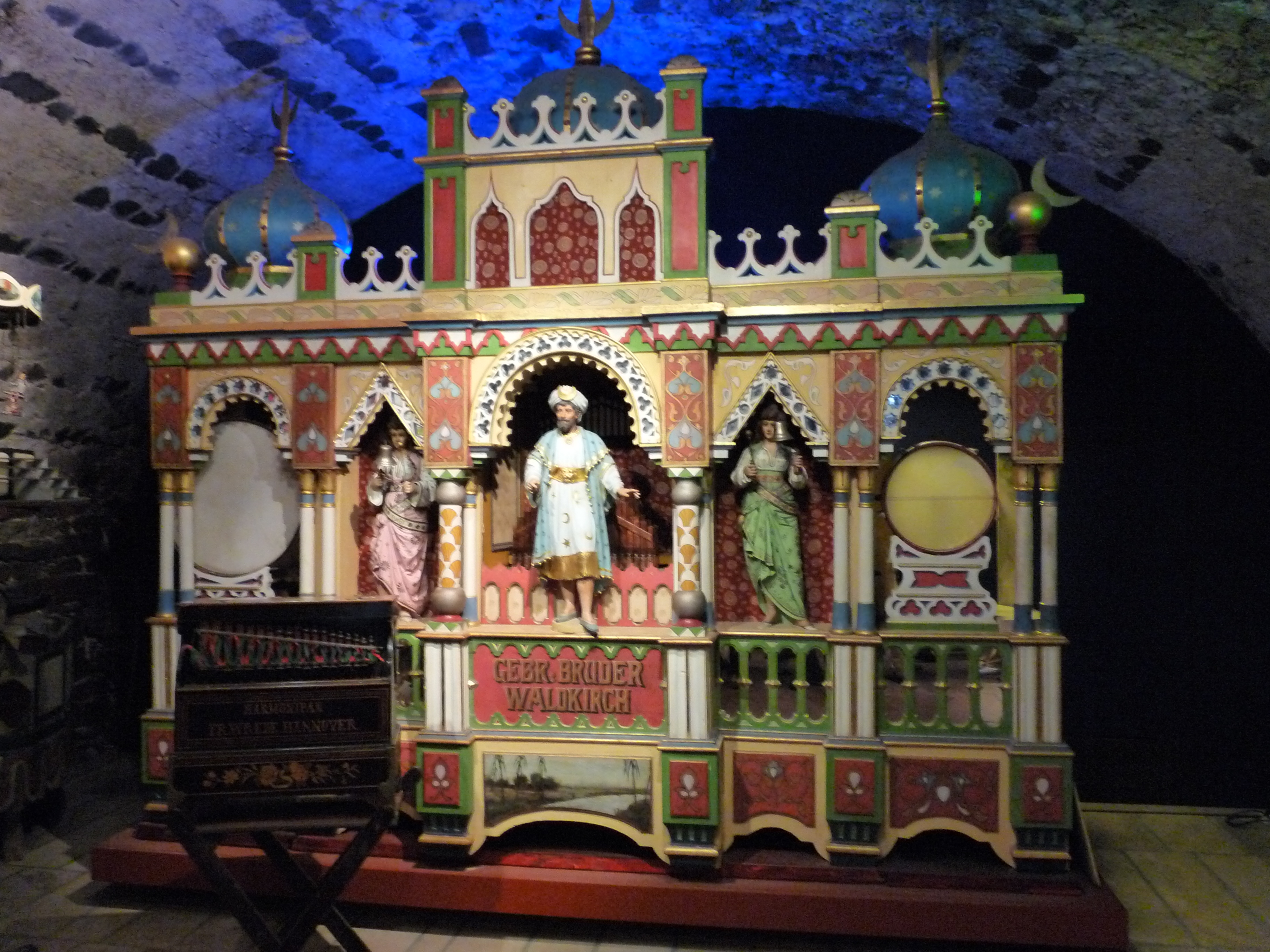
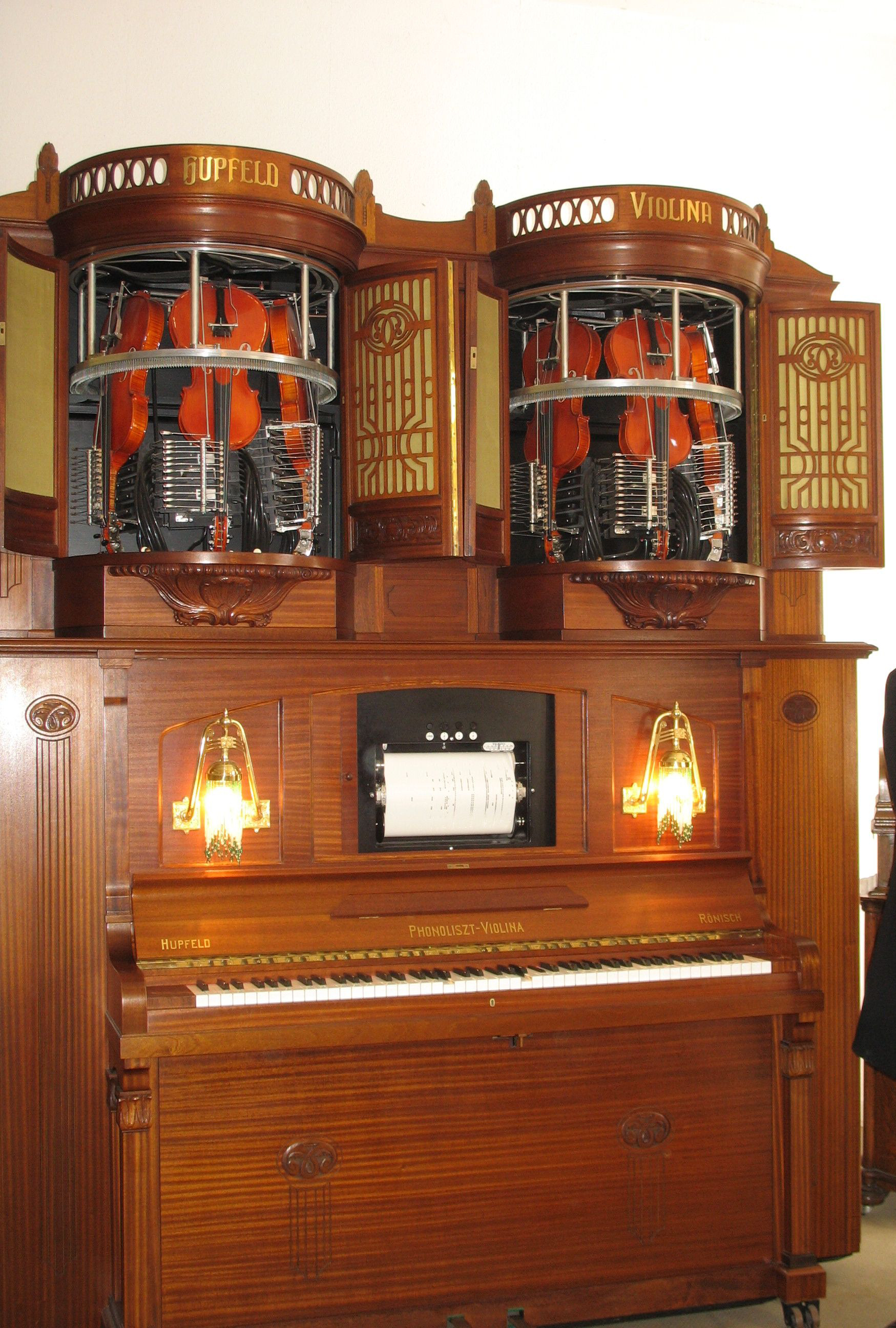
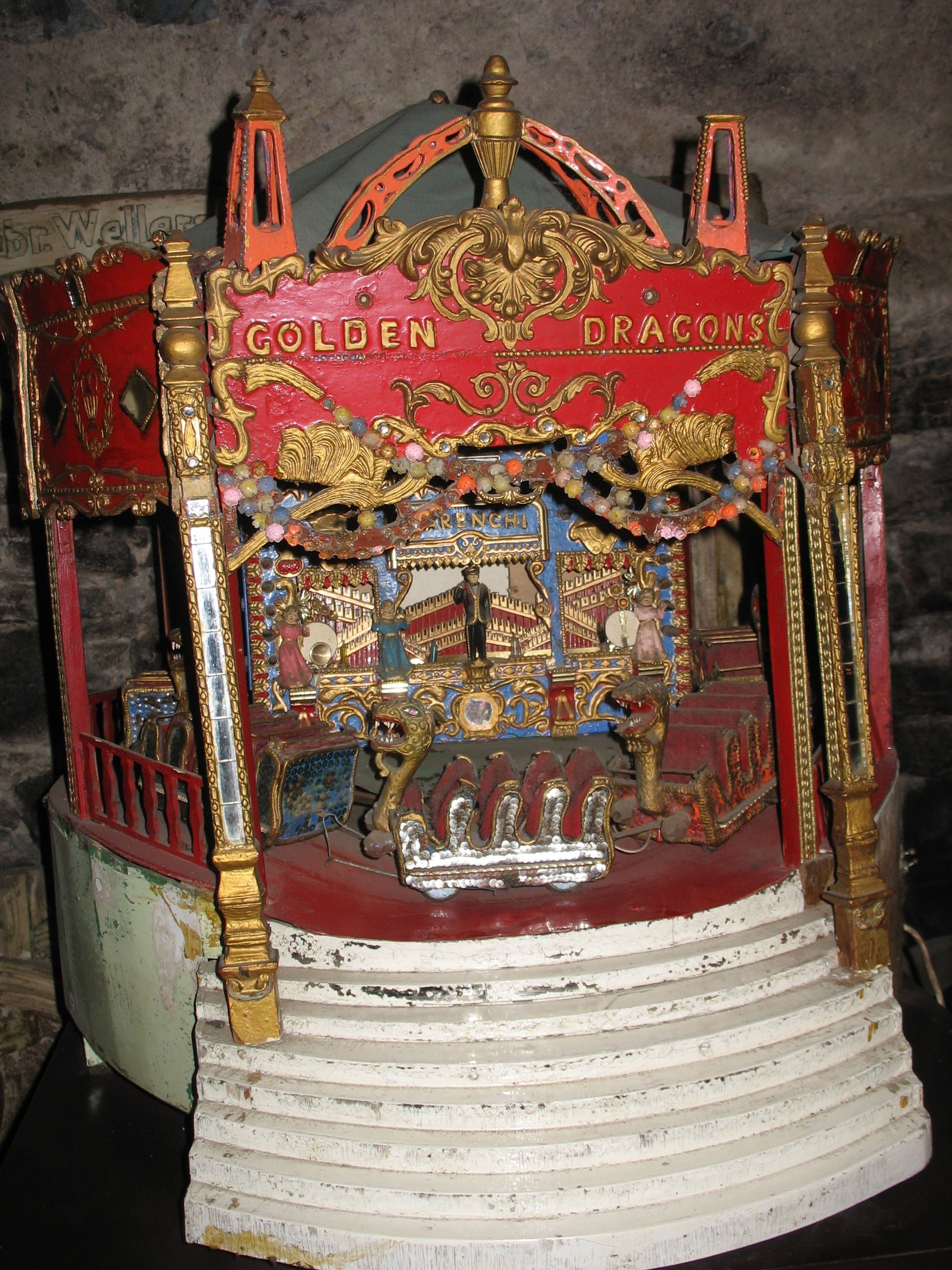
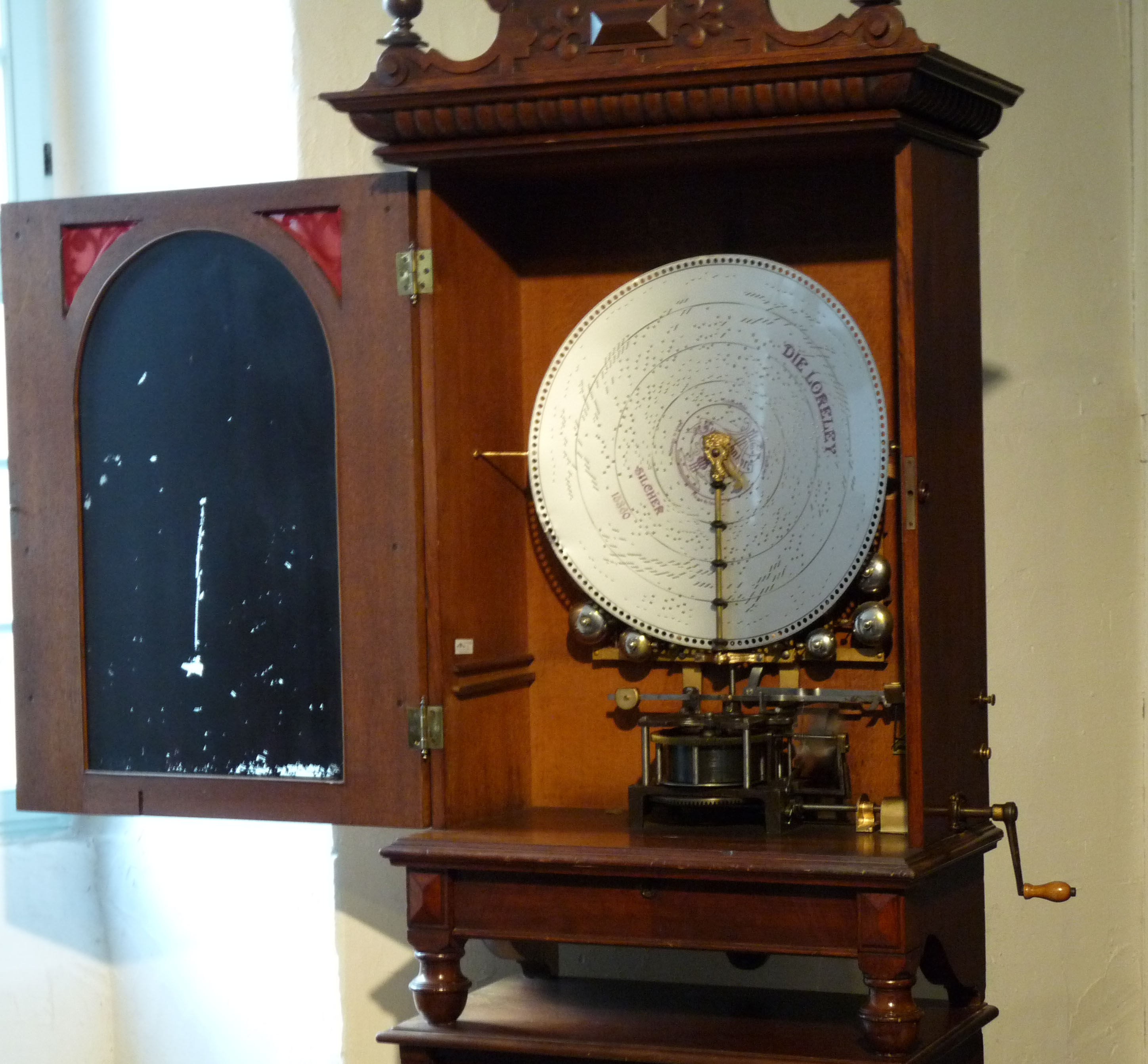